# 이로운 사기
《이로운 사기》는 2023년 5월 29일부터 2023년 7월 18일까지 방송했던 tvN 월화 드라마로 공감 능력이 없는 사기꾼과 과하게 공감하는 변호사, 두 사람의 악한에 대한 복수·공조 사기극을 내용으로 했다.

## 제작진

### 제작사
- 스튜디오드래곤
- 넥스트씬

### 제작
- 박신우 : SBS 수목 드라마 《유령》(공동 연출), SBS 월화 드라마 《야왕》(공동 연출), SBS 설날 특집 드라마 《시월의 어느 멋진 날에》(연출), SBS 주말 특별 기획 드라마 《엔젤 아이즈》(연출), SBS 수목 드라마 《질투의 화신》(연출), tvN 수목 드라마 《남자친구》(연출), tvN 토일 드라마 《사이코지만 괜찮아》(연출) 연출
- 오충환 : SBS 일일 드라마 《가족의 탄생》(공동 연출), SBS 수목 드라마 《별에서 온 그대》(공동 연출), SBS 특집 드라마 《내일을 향해 뛰어라》(연출), SBS 수목 드라마 《냄새를 보는 소녀》(공동 연출), SBS 월화 드라마 《닥터스》(연출), SBS 수목 드라마 《당신이 잠든 사이에》(공동 연출), tvN 토일 드라마 《호텔 델루나》(연출), tvN 토일 드라마 《스타트업》(공동 연출) 연출

### 극본
- 한우주

### 연출
- 이수현 : MBC 주말 드라마 《내사랑 치유기》(공동 연출), MBC 수목 드라마 《그 남자의 기억법》(공동 연출), tvN 월화 드라마 《낮과 밤》(공동 연출), tvN 특집 드라마 《마녀식당으로 오세요》(공동 연출), tvN 금토 드라마 《별똥별》(연출) 연출

## 등장 인물

### 주요 인물
- 천우희 : 이로움 역 (아역 : 전지아, 황현정) - 공감 불능 사기꾼
- 김동욱 : 한무영 역 (아역 : 김서준, 김윤우) - 과공감 변호사
- 윤박 : 고요한 역 - 보호관찰관
- 박소진 : 모재인 역 - 정신과 전문의

### 키드
- 이연 : 정다정 역 (아역 : 신연우, 이다현) - 다정 만화방 운영
- 유희제 : 나사 역 (아역 : 김준호) - 카센터 운영
- 홍승범 : 링고 역 (아역 : 최정후) - 투두심부름센터 운영

#### 링고측
- 우지한 : 유능 역, 이경민 : 유일 역 - 투두심부름센터 직원

### 무영측
- 최영준 : 류재혁 역 - 검사
- 윤병희 : 우영기 역 - 기자
- 이해영 : 강경호 역 - 변호사
- 김학선 : 한재석 역 - 무영의 아버지
- 김정영 : 박자영 역 - 무영의 어머니

### 로펌
- 이창훈 : 박규 역 - 변호사, 박앤큐 로펌 운영
- 차용학 : 조재훈 역 - 변호사
- 윤설 : 박인영 역 - 사무장

### 적목
- 김태훈 : 회장 역
- 이태란 : 장경자 역 - 나비스웰빙 대표
- 김태훈 : 이제이 역 - 경호실장
- 박완규 : 예충식 역 - 노숙자
- 박지일 : 신기호 역 - 전 대학교수
- 박정학 : 안채홍 역 - 적목 이사장
- 윤세웅 : 메신저 역 - 신원불명
- 김종태 : 마강수 역 - 전 다루사 인터내셔널 대표, 현 나비스웰빙 이사

### 우리가 친구라고 부르는 사람들
- 장영남 : 서계숙 역 (특별 출연)
- 남도윤 : 유명훈 역
- 안내상 : 연태훈 역 (특별 출연)
- 권한솔 : 연호정 역

### 그 외 인물
- 정애리 : 신서라 역
- 서동갑 : 타짜 역
- 박유밀 : 정 마담 역
- 정지우 : 별이의 어머니 역
- 김한나 : 노심지 역 - 열아홉 로움의 교도소 동기
- 박지아 : 로움을 괴롭히던 서원교도소 신참 재소자 역
- 김우석 : 헬로화학 장 회장의 차남 역
- 박윤희 : 서원교도소 교도관 역
- 김환, 황보미 : 서프라이즈 100 진행자 역
- 이정은 : 로움의 어머니 역
- 이재인 : 로움의 아버지 역
- 김우현 : 강병태 역 - 요한이 보호관찰하고 있는 절도범
- 임유빈 : 보호관찰소 직원 역
- 전수연 : 무궁화 호스피스 원무팀 직원 역
- 손주연 : 무궁화 호스피스 원무팀 매니저 역
- 유동훈 : 로움을 핸드폰으로 몰래 찍던 성범죄자 역
- 도예찬 : 로움과 성범죄자를 조사하던 경찰 역
- 유지연 : 김보라 역 - 신우의 어머니, 유명훈 보험사기 살인사건의 범인
- 이주원 : 최서람 역 - 신우의 아버지, 유명훈 보험사기 살인사건의 범인
- 송승후 : 최신우 역- 최서람과 김보라의 친아들
- 이지우 : 최서람과 김보라의 친딸 역
- 노독립 : 보호관찰소 직원 역
- 유정민 : 동산 유치원 원장 역
- 장준현 : 김경진 역 - 김보라의 변호사
- 김한규, 조승구 : 예충식을 따르는 교도소 재소자들 역
- 미석 : 김삼팔 역 - 돈을 못 받았다는 이유로 링고를 폭행한 조직의 우두머리
- 허경 : 보이스피싱 피해자 역
- 진현광 : 정승호 역 - 신기호의 비서
- 김희창 : 박종구 역 - 폐기물 처리 업체 월계환경개발 사장
- 정연 : 심경화 역 - 폐기물 처리 업체 월계환경개발 상무 이사, 박종구의 아내
- 임호준 : 해킹 당한 요한의 핸드폰을 살펴봐 준 경찰 출신 개발자 역
- 조현우 : 홍창기 역 - 예충식을 죽인 재소자
- 손인용 : 예충식 살인교사 혐의로 로움을 긴급체포한 형사 역
- 미상 : 재소자 역
- 이기섭 : 혜명호텔 부지배인 역
- 최반야 : 혜명호텔 컨시어지 역
- 이정우 : 윤 실장 역
- 정순범 : 소담 역
- 김보강, 김민선, 김진 : 다루사 인터내셔널의 직원 역
- 김태훈 : 이병도 역 - 마강수에게 폭행당한 나비스웰빙 직원
- 황원규, 주형, 우태, 다엘, 준형 : 마강수의 수하 역
- 이윤재 : 김열 역 - 나비스웰빙 재무이사
- 강주상 : 장수헌 역 - 서울중앙지검 부장검사
- 이호진 : 명진 가르시아 직원 역
- 이정경 : 모재인 정신건강의학과의원 간호사 역
- 미상 : 사채업자 역
- 서지원 : 모란일보 편집장 역
- 미상 : 해명호텔 지배인 역
- 미상 : 지승돈 역
- 최승윤 : 탁 검사 역
- 로미나 : 독일어 하는 파티녀 역 (12화)

### 특별 출연
- 문가영 : 민강윤 역

## 시청률
최저 시청률과 최고 시청률은 시청률 조사회사와 지역별로 시청률에 차이가 있을 수 있습니다.
| 2023년 | 2023년   | 2023년         | 2023년       | 2023년 |
| 회차   | 방송일   | 닐슨 시청률    | 닐슨 시청률  |        |
| 회차   | 방송일   | 대한민국(전국) | 서울(수도권) |        |
| ------ | -------- | -------------- | ------------ | ------ |
| 1회    | 5월 29일 | 4.551%         | 5.028%       |        |
| 2회    | 5월 30일 | 3.464%         | 3.679%       |        |
| 3회    | 6월 5일  | 3.507%         | 3.977%       |        |
| 4회    | 6월 6일  | 4.316%         | 5.063%       |        |
| 5회    | 6월 12일 | 4.458%         | 5.221%       |        |
| 6회    | 6월 13일 | 4.033%         | 4.514%       |        |
| 7회    | 6월 19일 | 3.518%         | 3.942%       |        |
| 8회    | 6월 20일 | 3.291%         | 3.162%       |        |
| 9회    | 6월 26일 | 4.112%         | 4.933%       |        |
| 10회   | 6월 27일 | 3.667%         | 3.401%       |        |
| 11회   | 7월 3일  | 3.002%         | 3.248%       |        |
| 12회   | 7월 4일  | 3.421%         | 3.479%       |        |
| 13회   | 7월 10일 | 2.979%         | 3.601%       |        |
| 14회   | 7월 11일 | 3.676%         | 3.890%       |        |
| 15회   | 7월 17일 | 3.469%         | 4.076%       |        |
| 16회   | 7월 18일 | 4.514%         | 4.733%       |        |

## 수상
- 2023년 제14회 코리아 드라마 어워즈 여자 신인상 (이연)

## 같이 보기
- 대한민국의 텔레비전 드라마 목록 (ㅇ)
- 2023년 대한민국의 텔레비전 드라마 목록